# 阿拉戈伊尼亞 (伯南布哥州)

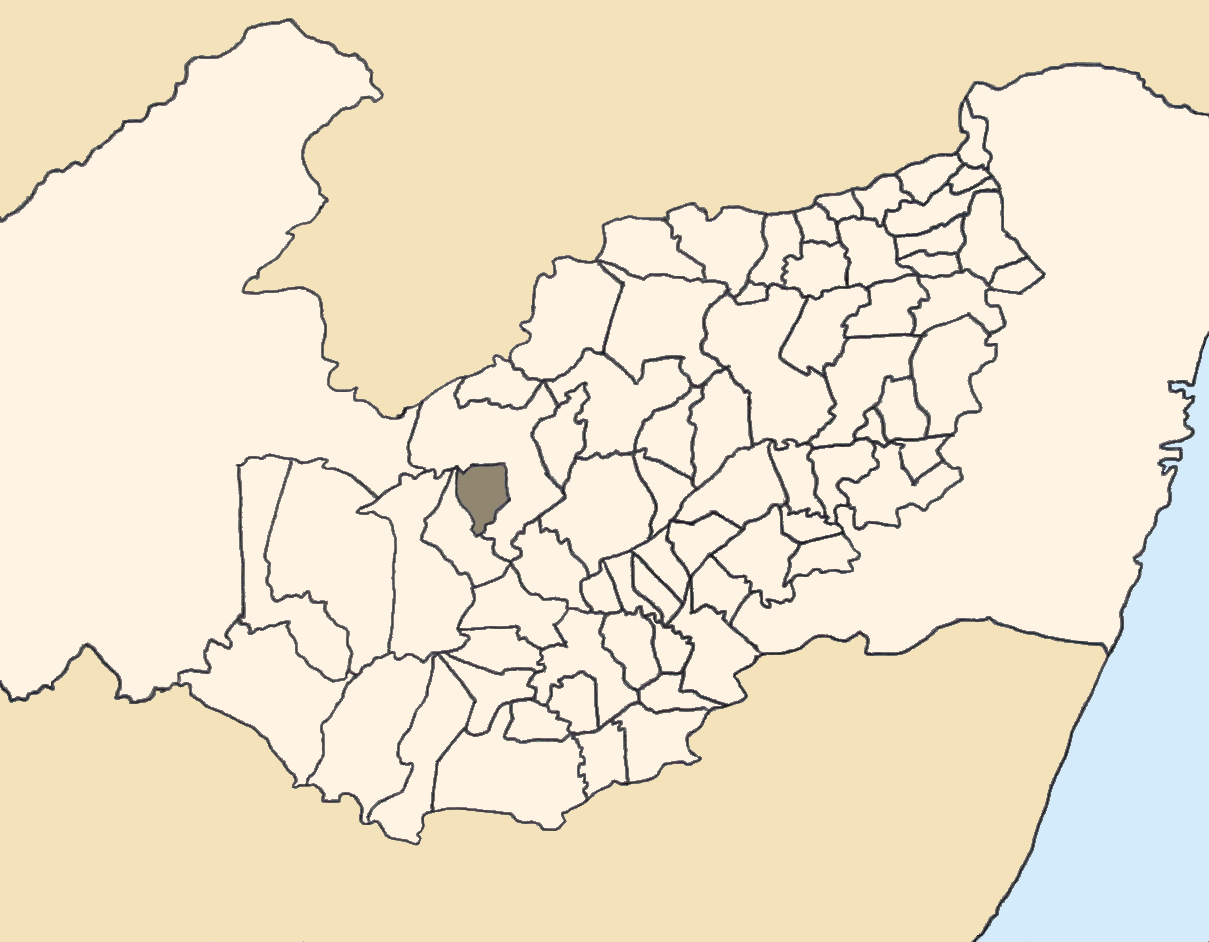

阿拉戈伊尼亞（葡萄牙語：Alagoinha），是巴西的城鎮，位於該國東北部，由伯南布哥州負責管轄，始建於1948年12月31日，面積200.4平方公里，海拔高度726米，2014年人口14,250，人口密度每平方公里71.1人。